# Мунихии
Мунихии  (ед. ч. мунихия, греч. Μουνίχια) — у древних греков праздник, посвящённый Артемиде Мунихии как богине Луны (Гекаты). Храм Артемиды Мунихии находился южнее гавани Пирея Мунихия (ныне — Микролимано). В жертву богине приносились символические лепёшки (пироги) в форме полумесяца или полной Луны с воткнутыми по краю маленькими свечками. Праздник справлялся в Афинах в месяц аттического года мунихион (конец апреля — начало мая), 16 числа.